# Против Беота по поводу имени
«Против Беота по поводу имени» — судебная речь древнегреческого оратора Демосфена, сохранившаяся в составе «демосфеновского корпуса» под номером XXXIX. Была произнесена примерно в 345 году до н. э. в ходе тяжбы между двумя единокровными братьями — сыновьями Мантия из дема Форик. Законная жена Мантия родила ему сына Мантифея, а возлюбленная — сыновей Беота и Памфила. Беот, записываясь в дем, заявил, что он старший сын отца и поэтому должен носить родовое имя Мантифей. Законный сын Мантия подал иск, и Демосфен написал для него речь. Оратор заявляет, что Мантий записал старшего из внебрачных сыновей во фратрию как Беота, обращает внимание слушателей на ряд неудобств, которые возникнут из-за существования двух граждан с одним и тем же именем.
Из следующей речи, «Против Беота по поводу приданого матери», следует, что суд принял решение в пользу Беота-Мантифея.